# Parcul Național Munții Rodnei
Parcul Național Rodna este o arie protejată de interes național ce corespunde categoriei a II-a IUCN (parc național) situată în nordul României, pe teritoriile județelor Bistrița-Năsăud și Maramureș, în zona centrală a Munților Rodnei.
Parcul Național Munții Rodnei este desemnat internațional ca Rezervație a biosferei de către Comitetul UNESCO, în cadrul programului "Omul și Biosfera".

## Localizare
Aria naturală se întinde în extremitatea estică a județului Maramureș (pe teritoriile administrative ale comunelor Moisei și Săcel și al orașului Borșa) și în cea nord-estică a județului Bistrița-Năsăud (pe teritoriile comunelor Maieru, Parva, Rebrișoara, Rodna, Romuli, Șanț și Telciu și pe cel al orașului Sângeorz-Băi).

## Descriere
Importanța acestui parc se datorează atât geologiei și geomorfologiei munților, cât și prezenței a numeroase specii de faună și floră, endemite și relicte glaciare. A fost organizat în anul 1990 atunci când Ministerul Apelor, Pădurilor și Protecției Mediului a emis Ordinul nr. 7 privind constituirea unui număr de 13 parcuri naționale printre care și Parcul Național Rodna. Acest ordin a provocat o oarecare confuzie deoarece se refera doar la suprafețele de fond forestier din parcurile naționale, nu și la suprafețele ce conțin goluri alpine. 

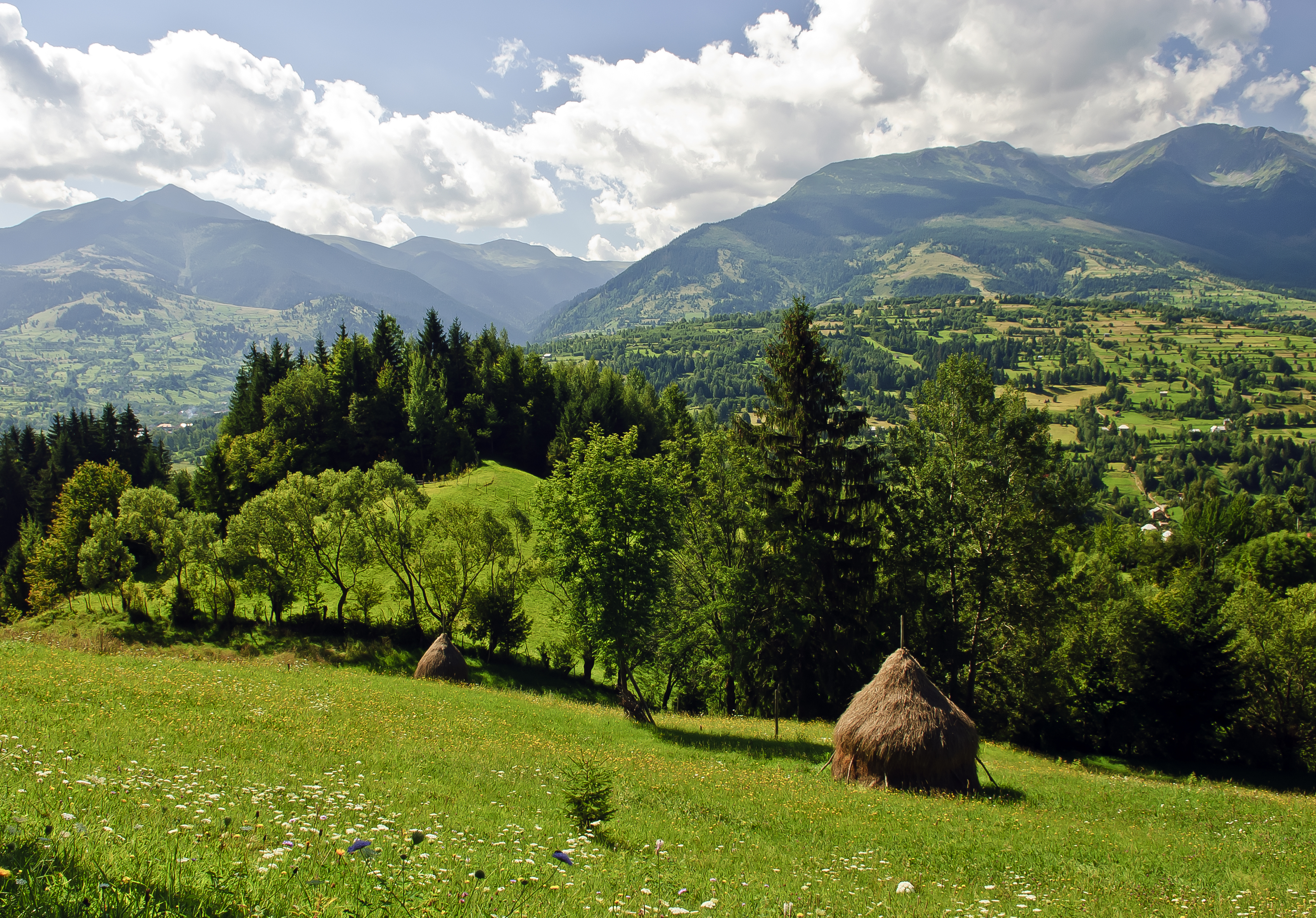
Pietrosu Mare

Suprafața actuală este cea stabilită în anul 2002 de către Ministerul Apelor și Protecției Mediului. Din suprafața totală de 46.399 ha a PNMR, 3,300 ha au fost declarate Rezervație a Biosferei în anul 1979.
Parcul național se suprapune atât sitului de importanță comunitară (SCI) cât și ariei de protecție specială avifaunistică (SPA) - Munții Rodnei.
În Parcul Național Munții Rodnei se află  mai multe arii naturale de un deosebit interes științific, geologic, peisagistic, floristic, faunistic și speologic, dintre care:  Pietrosu Mare (rezervație naturală inclusă în programul mondial al UNESCO - „Omul și biosfera”), Piatra Rea, Poiana cu narcise de pe Masivul Saca, Peștera din Valea Cobășelului, Ineu - Lala, Peștera Izvorul Tăușoarelor, Izvorul Bătrâna,  Izvoarele Mihăiesei, Peștera și izbucul Izvorul Albastru al Izei.

## Biodiversitate
Munții Rodnei prezintă o arie naturală cu o diversitate floristică și faunistică ridicată, exprimată atât la nivel de specii cât și la nivel de ecosisteme terestre.

### Habitate

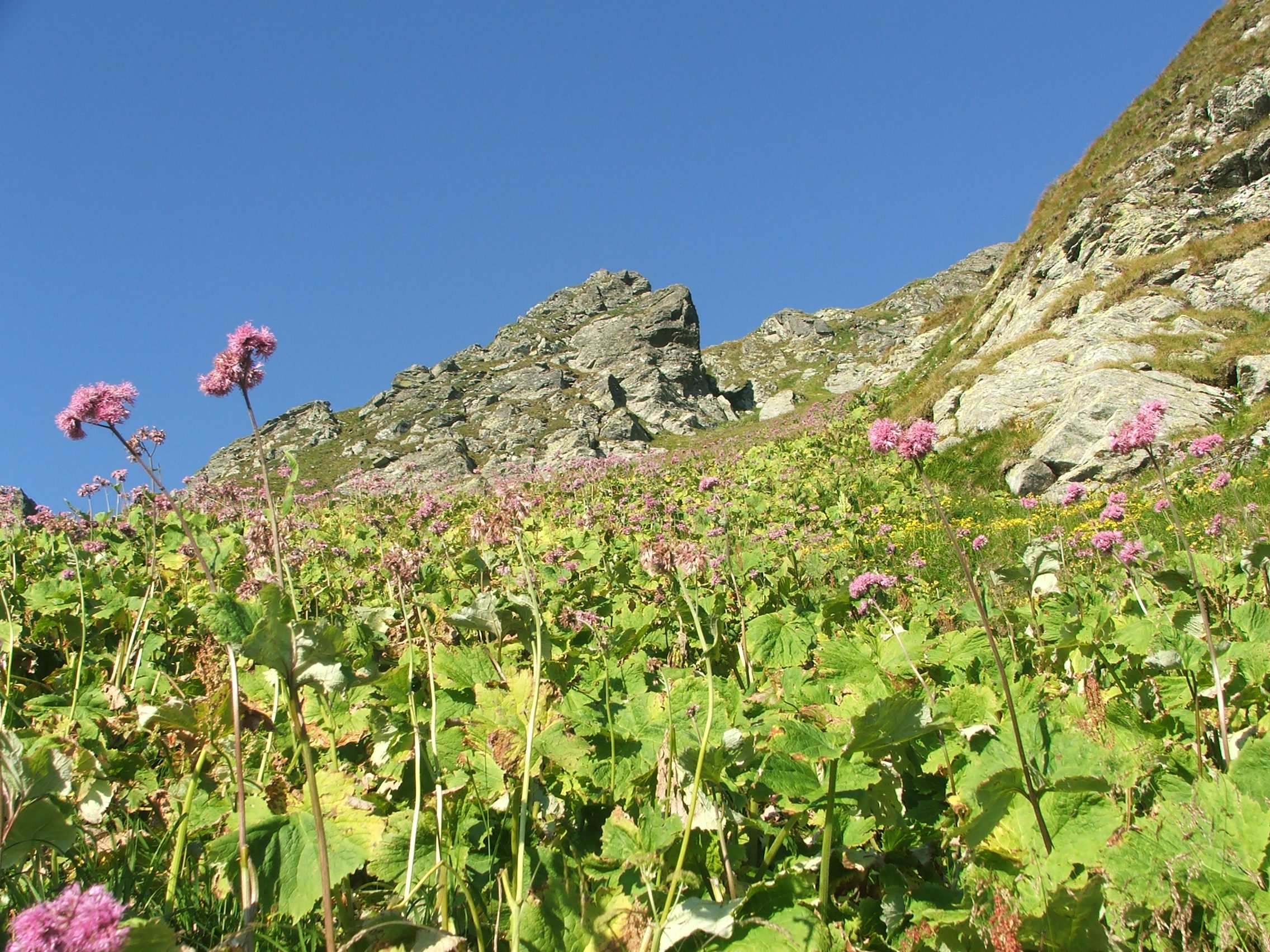
Habitat natural în Munții Rodnei (Versanți stâncoși cu vegetație chasmofitică pe roci calcaroase)

Aria naturală dispune de mai multe tipuri de habitate (Tufărișuri alpine și boreale, Tufărișuri cu specii sub-arctice de Salix, Tufărișuri cu Pinus mugo și Rhododendron myrtifolium, Pajiști boreale si alpine pe substrat silicios, Fânețe montane, Pajiști calcifile alpine și subalpine, Pajiști montane de Nardus bogate în specii pe substraturi silicioase, Păduri dacice de fag (Symphyto-Fagion), Păduri de fag de tip Luzulo-Fagetum, Păduri de Larix decidua și/sau Pinus cembra din regiunea montană, Păduri acidofile de Picea abies din regiunea montană (Vaccinio-Piceetea), Comunități de lizieră cu ierburi înalte higrofile de la nivelul câmpiilor, până la cel montan și alpin, Izvoare petrifiante cu formare de travertin (Cratoneurion), Mlaștini turboase de tranziție și turbării oscilante (nefixate de substrat), Grohotișuri silicioase din etajul montan până în cel alpin (Androsacetalia alpinae și Galeopsietalia ladani), Grohotișuri calcaroase și de șisturi calcaroase din etajul montan până în cel alpin (Thlaspietea rotundifolii), Vegetație herbacee de pe malurile râurilor montane, Vegetație lemnoasă cu Myricaria germanica de-a lungul râurilor montane, Turbării active, Formațiuni pioniere alpine din Caricion bicoloris-atrofuscae, Peșteri în care accesul publicului este interzis, Mlaștini alcaline, Versanți stâncoși cu vegetație chasmofitică pe roci silicioase, Vegetație lemnoasă cu Salix eleagnos de-a lungul râurilor montane și Versanți stâncoși cu vegetație chasmofitică pe roci calcaroase) ce adăpostesc o gamă diversă de floră și faună specifică lanțului carpatic al Orientalilor.

### Floră
Flora parcului național este constituită din specii vegetale distribuite etajat, în concordanță cu structura geologică, caracteristicile solului și climei, structurii geomorfologice sau altitudinii.

#### Arbori și arbusti
Conifere cu specii arboricole de: brad (Abies alba), molid (Picea Abies), pin (Pinus), larice (Larix decidua), zâmbru (Pinus cembra), zadă (Larix), tisă (Taxus baccata).
Specii de foioase cu arboret de: gorun (Quercus petraea), stejar (Quercus robur), fag (Fagus sylvatica), carpen (Carpinus betulus), paltin de munte (Acer pseudoplatanus), tei (Tilia cordata), frasin (Fraxinus excelsior), castan sălbatic (Aesculus hippocastanum), ulm (Ulmus glabra), arțar (Acer platanoides), jugastru (Acer campestre), mesteacăn (Betula pendula), cireș (Prunus avium), plop tremurător (Populus tremula), arin de munte (Alnus viridis), arin negru (Alnus glutinosa), salcie albă (Salix alba), salcie căprească (Salix caprea).

#### Ierburi și flori

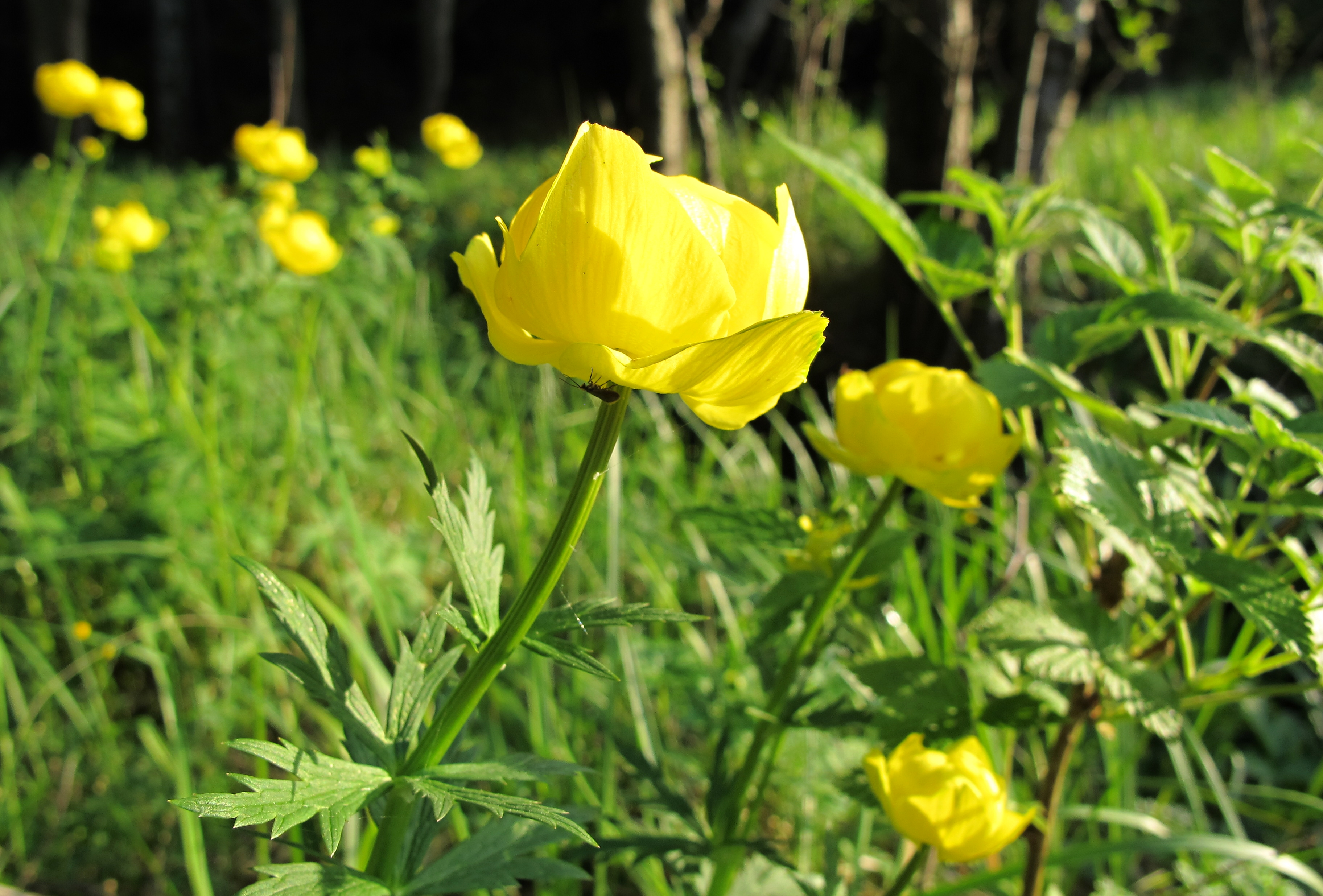
Bulbuci de munte (Trollius europaeus)

La nivelul ierburilor este întâlnită o gamă diversă de plante (unele foarte rare și protejate prin lege, altele endemice pentru această zonă) cu specii de: bujor de munte (Rhododendron kotshyi), floarea de colț (Leontopodium alpinum), angelica (Angelica archangelica), narcisă (Narcissus stellaris), bulbuc de munte (Trollius europaeus), crucea voinicului (Hepatica transsilvanica), ghințură galbenă (Gentiana lutea), laleaua pestriță (Fritillaria meleagris), brioală (Ligusticum mutellina), talpa ursului (Heracleum palmatum), albăstriță (Centaurea kotschyana), arnică (Arnica montana), floare-de-perină (Anthemis tinctoria ssp. fussii), mirodea (Hesperis nivea), clopoței (Campanula patula ssp. abietina), garofiță de munte (Dianthus tenuifolius), opaițul Munților Rodnei (Lychnis nivalis), iarbă roșioară (Silene acaulis), roua cerului (Drosera rotundifolia), vuietoare (Empetrum nigrum), verzișoară de munte (Sempervivum montanum), sămânța-soarelui (Silene pusilla), foaie-grasă (cu specii de Pinguicula vulgaris și Pinguicula alpina), trifoi de baltă (Menyanthes trifoliata), ranunculus (Ranunculus thora), omag vânăt (Aconitum toxicum),  țâța-vacii (Primula elatior ssp. leucophylla), degetăruț (Soldanella hungarica ssp. hungarica), ochiul găinii (Primula minima), laptele-stâncii (Androsace chamaejasme), splină (Chrysosplenium alpinum), paroinic (Orchis ustulata). În arealul parcului a fost redescoperită după mai bine de 100 de ani o planta rară cunoscută sub denumirea de păiușul lui Porcius (Saussurea porcii - endemism pentru Munții Rodnei), element floristic colectat aici ultima dată în anul 1902 de botanistul Florian Porcius, membru titular al Academiei Române.

### Faună
Fauna parcului este una diversificată și bine reprezentată de mai multe specii (unele protejate prin lege și aflate pe lista roșie a IUCN) de mamifere, păsări, pești, reptile și amfibieni.

#### Mamifere
Animale ocrotite: capră neagră (Rupicapra rupicapra), marmotă (Marmota marmota), ursul carpatin (Ursus arctos),  vidra de râu (Lutra lutra), râsul eurasiatic (Lynx lynx), pisică sălbatică (Felis silvestris), jder de copac (Martes martes), jder de piatră (Martes foina), nevăstuică (Mustela nivalis) vulpe roșcată (Vulpes vulpes), căprioară (Capreolud capreolus), cerb (Cervus elaphus), mistreț (Sus scrofa), veveriță (Sciurus vulgaris), șoarecele de Tatra (Microtus tatricus), șoarecele săritor de pădure (Sicista betulina), șoarecele de pământ (Microtus agrestis), șoarecele de câmp (Microtus arvalis), cârtiță (Talpa europaea), liliacul cu urechi de șoarece (Myotis blythii), liliacul comun (Myotis myotis).

#### Păsări
În arealul parcului se află mai multe specii avifaunistice (de migrație și pasaj) enumerate în anexa I-a a Directivei Consiliului European 147/CE din 30 noiembrie 2009 (privind conservarea păsărilor sălbatice); printre care: acvila de stâncă (Aquila chrysaetos), minuniță (Aegolius funereus), ieruncă (Tetrastes bonasia), caprimulg (Caprimulgus europaeus), ploier de munte (Charadrius morinellus), barză neagră (Ciconia nigra), ciocănitoare cu spate alb (Dendrocopos leucotos), ciocănitoarea neagră (Dryocopus martius), ciocănitoare de munte (Picoides tridactylus), muscar (Ficedula parva), muscar-gulerat (Ficedula albicollis), ciuvică (Glaucidium passerinum), sfrâncioc roșiatic (Lanius collurio), viespar (Pernis apivorus), cocoșul de munte (Tetrao urogallus) și huhurezul mare (Strix uralensis) care viețuiesc alături de acvila mică (Hieratus penatus), ciuful pitic (Otus scops), bufniță (Bubo bubo), cucuveaua (Athene noctua), barză albă (Ciconia ciconia), stârcul cenușiu (Ardea cinerea), corbul (Corvus corax), cocoșul de mesteacăn (Lyrurus tetrix).

#### Reptile și amfibieni
Șopârlă de câmp (Lacerta agilis), gușter (Lacerta viridis), năpârcă (Natrix tessellata), șarpele de alun (Coronella austriaca), șarpele lui Esculap (Elaphe longissima), șopârla de ziduri (Podarcis muralis), șarpele orb (Anguis fragilis), năpârcă (Natrix natrix), vipră (Vipera berus), ivoraș-cu-burta-galbenă (Bombina variegata), tritonul cu creastă (Triturus cristatus), tritonul de munte (Triturus alpestris),  tritonul comun transilvănean (Triturus vulgaris), broasca-roșie-de-pădure (Rana dalmatina), broasca-roșie-de-munte (Rana temporaria), brotacul verde de copac (Hyla arborea) sau salamandra de foc (Salamandra salamandra).

## Căi de acces
- Drumului național DN17D pe ruta: Năsăud - Rebrișoara.

## Monumente și atracții turistice
În vecinătatea parcului se află numeroase obiective de interes istoric, cultural și turistic; astfel:

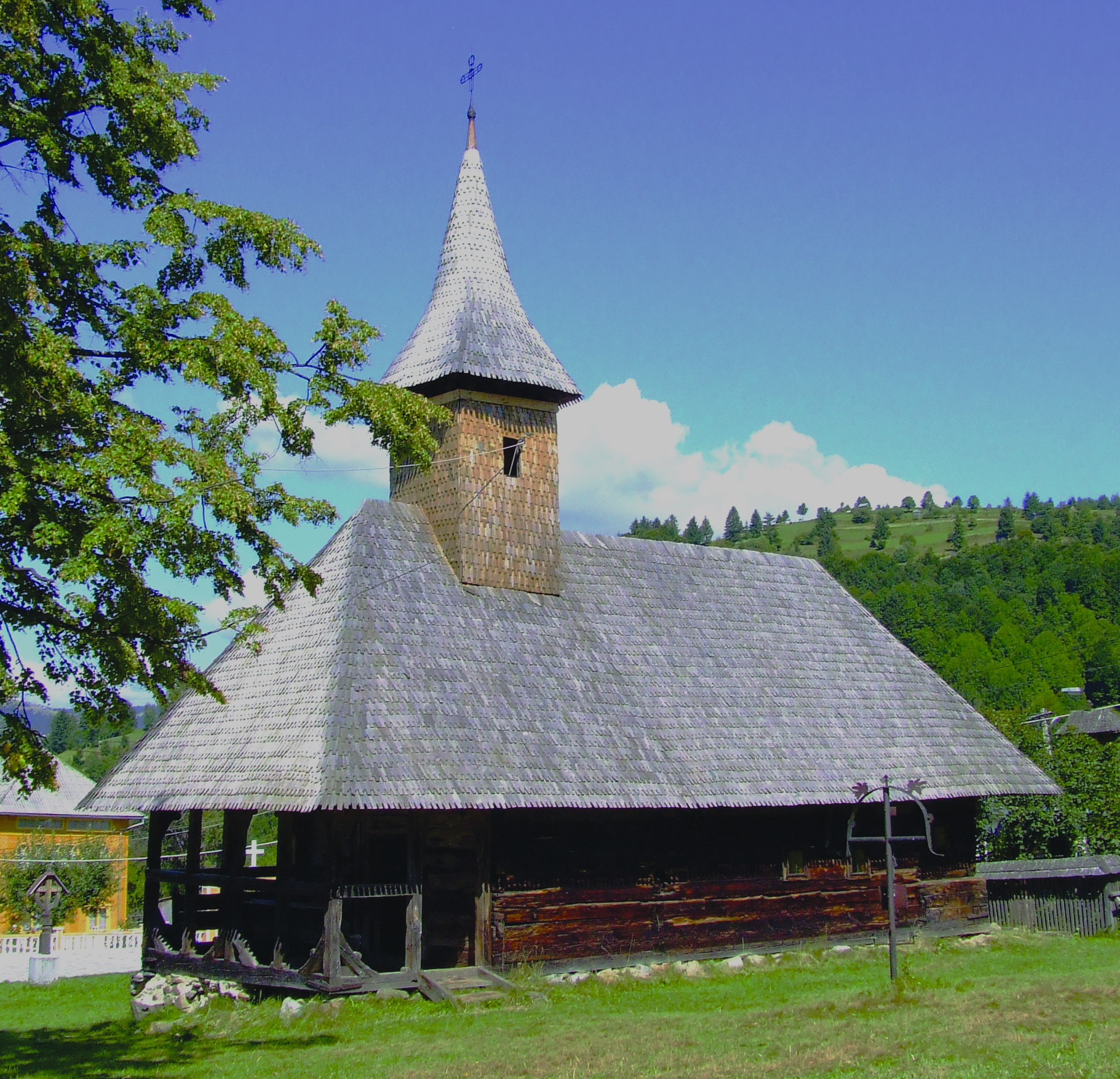
Biserica de lemn din Mănăstirea Moisei

- Mănăstirea Moisei, complex monahal cu biserică de lemn, biserică de zid, chilii, grădini[19].
- Biserica de lemn din Mănăstirea Moisei cu hramul „Adormirea Maicii Domnului”, construcție 1672, monument istoric.
- Biserica "Sf. Apostoli Petru și Pavel" din Săcel, construcție 1909, monument istoric.
- Biserica de lemn din Borșa din Jos cu hramul „Sfinții Arhangheli Mihail și Gavriil”, construcție 1700, monument istoric.
- Ansamblul bisericii „Sf.Mare Mucenic Gheorghe” din satul Rodna, construcție secolul al XIII-lea, monument istoric.
- Biserica romano-catolică din secolul al XVIII-lea, satul Rodna.
- Ariile protejate: Parcul Natural Munții Maramureșului, Peștera și izbucul Izvorul Albastru al Izei, Peștera din Dealul Solovan (arie naturală declarată monument natural), Cornu Nedeii - Ciungii Bălăsinii, Stâncăriile Sâlhoi - Zâmbroslavele.
- Mori țărănești de apă în satul Săcel.
- Atelierul de lucru și cuptorul olarului Tănase Burnar (fiul renumitului meșter olar Tanase Cocean), ultimul meșter care lucrează ceramică de Săcel[20].

## Galerie de imagini

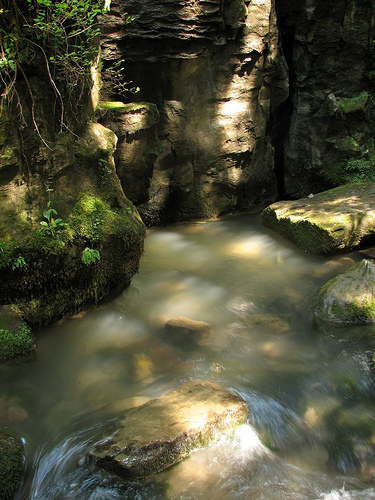
Izvorul albastru al Izei
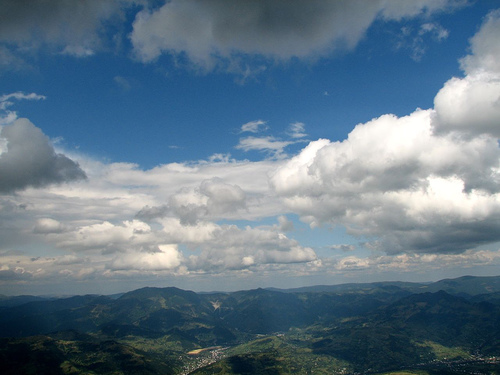
Vedere de pe Pietrosu Rodnei
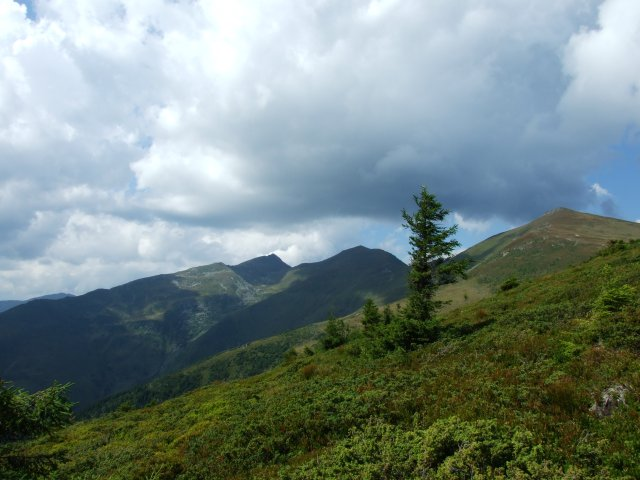
Vârfurile Ineu, Ineuţ, Roşu.
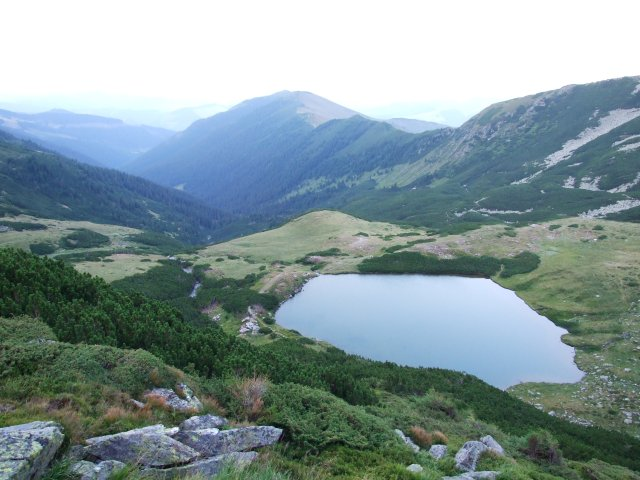
Lacul Lala Mare
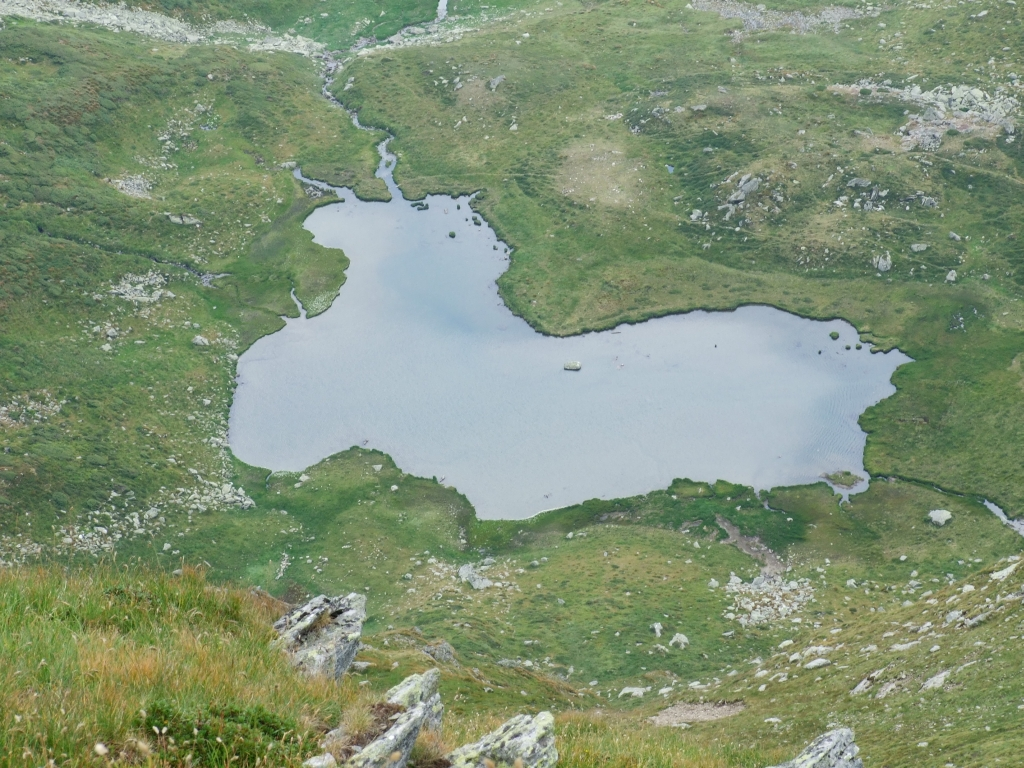
Lacul Lala Mic
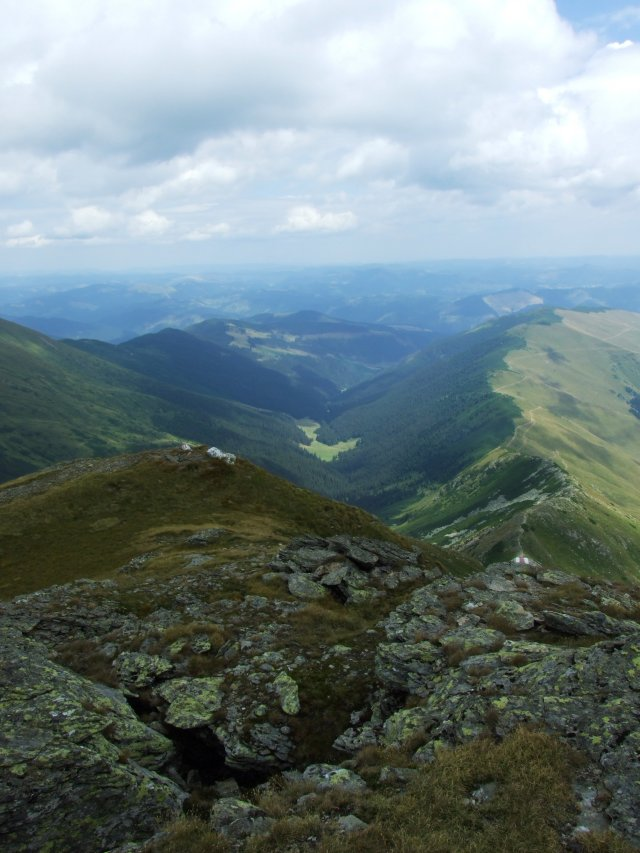
Valea Lala - vedere de pe vârful Ineuţ.
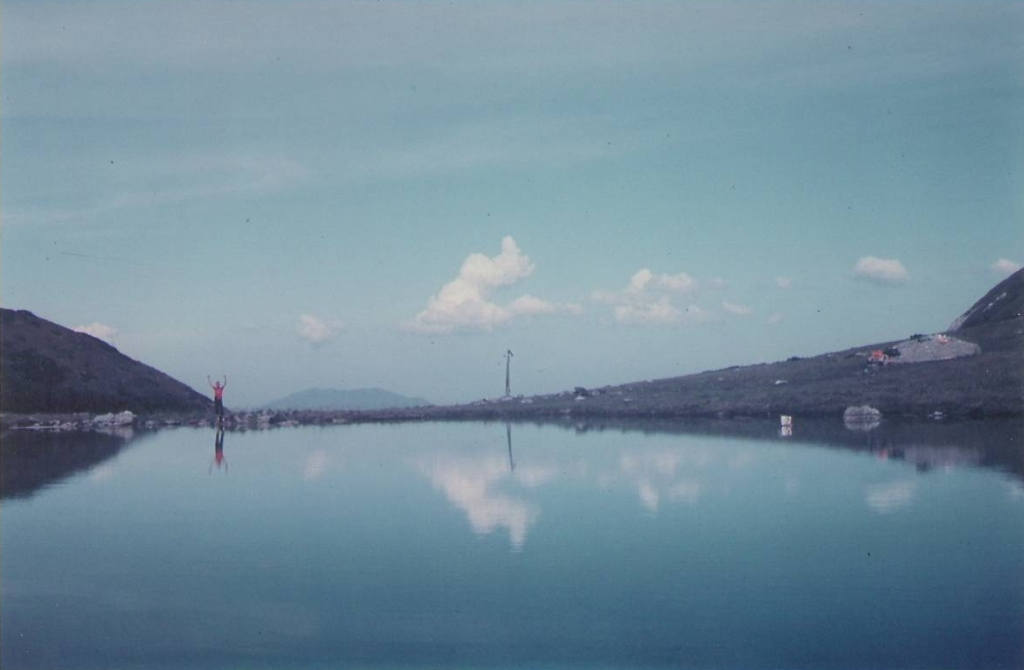
Lacul Iezer
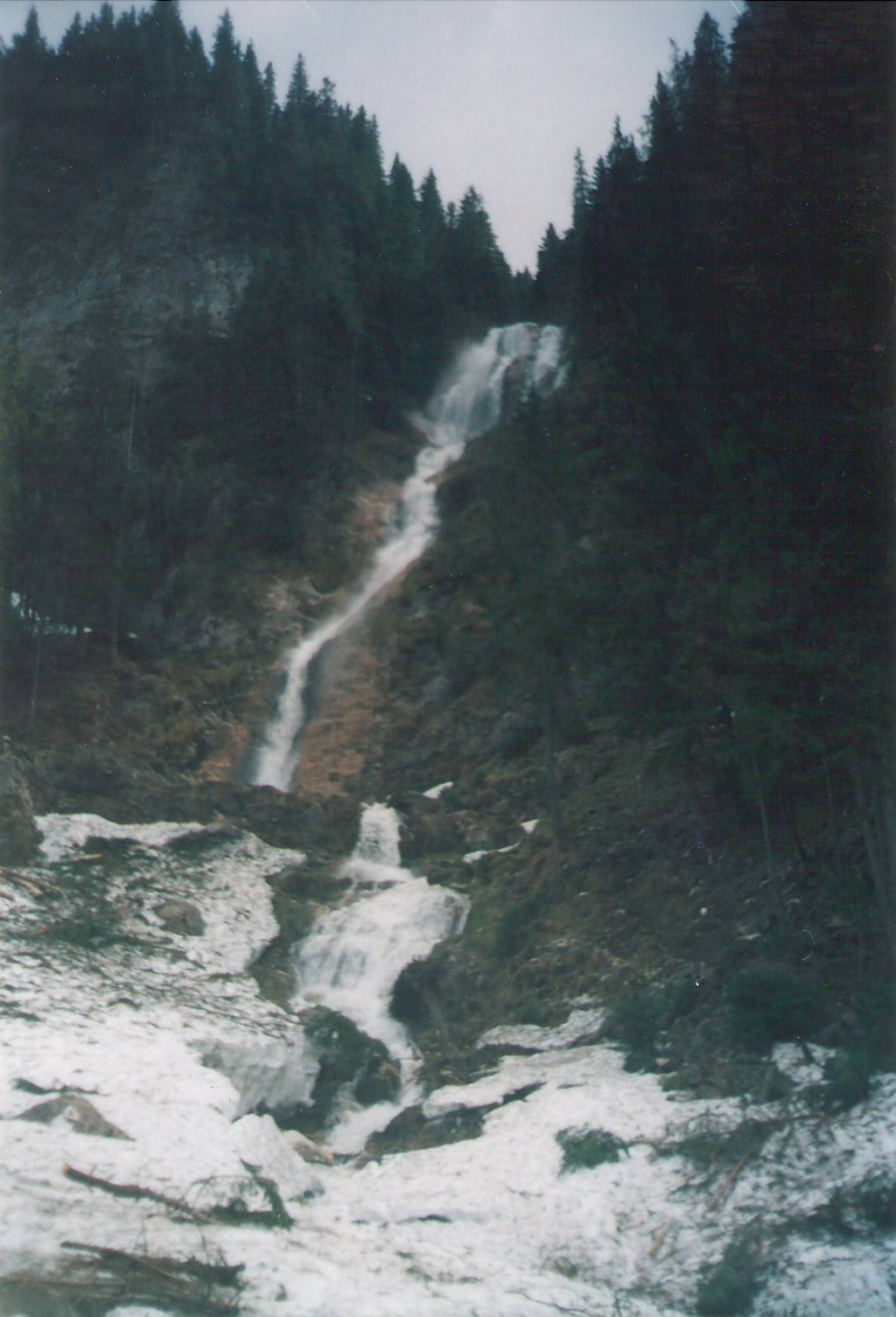
Cascada Cailor
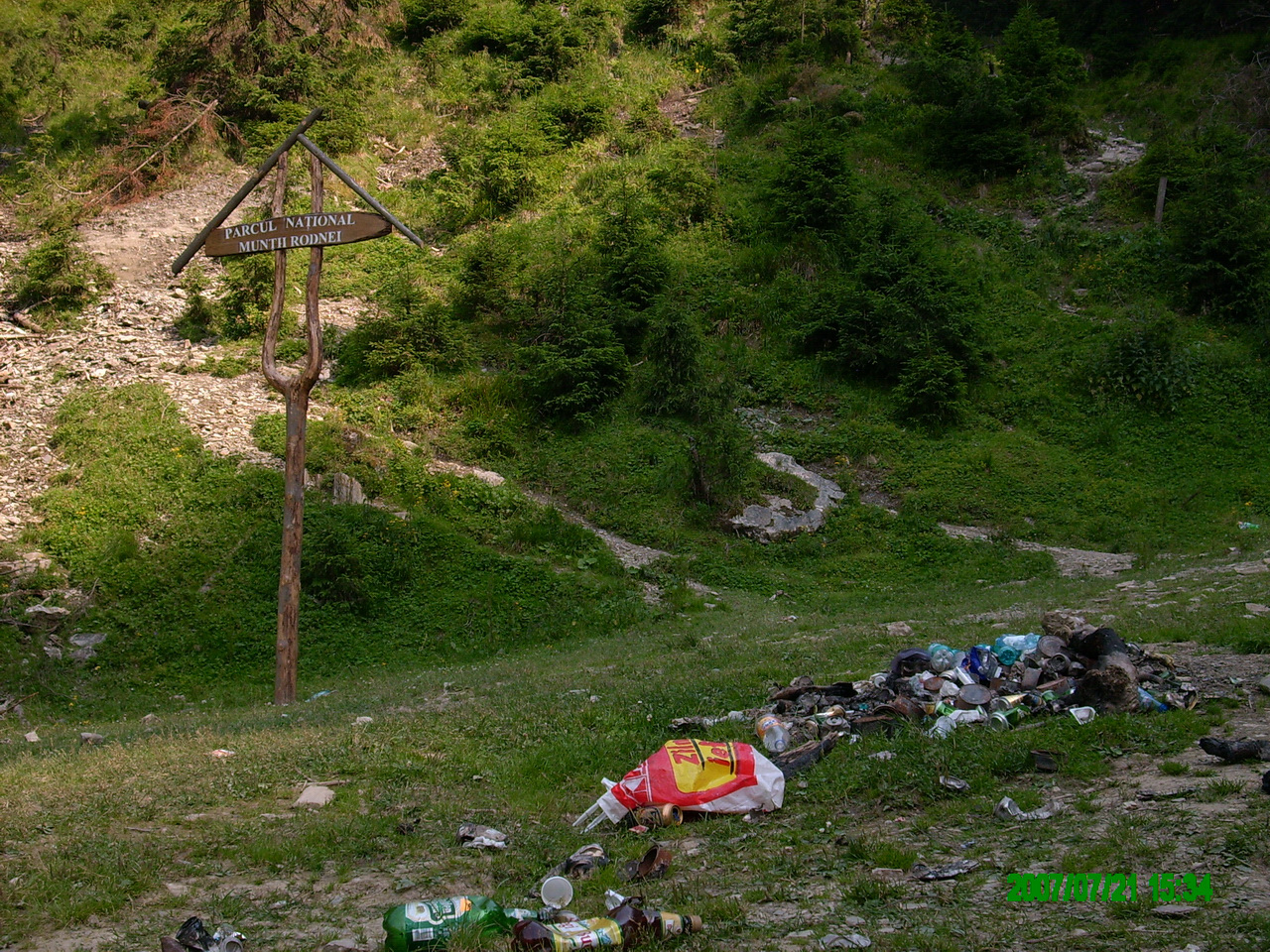
Lipsă de grijă faţă de mediu în Munţii Rodnei